# Radio Koyeba
Radio Koyeba is een radiostation in Suriname.
Het station werd op 13 oktober 1997 opgericht door Paul Abena, een voormalig voorlichter voor de SMS en programmamaker voor de staatsradio-omroep SRS. Later werd hij ook bekend als politicus. Het station richt zich vooral op de marron-bevolking en zendt ruim tweede derde van de uitzendingen in binnenlandse talen uit zoals het Saramaccaans en Aukaans. De rest van de uitzendingen zijn in het Nederlands en Engels. Van 1998 tot 2007 werkte ook Abena's zoon Olushola voor het station.
Sinds 2006 kunnen uitzendingen ook gestreamd worden. In 2010 werd de zender door een blikseminslag getroffen, waardoor het vier dagen uit de lucht was.